# The Hills Run Red
The Hills Run Red (Brasil: Colinas de Sangue ) é um filme de terror estadunidense de 2009 dirigido por Dave Parker.